# Zonopterus consanguineus
Zonopterus consanguineus är en skalbaggsart som beskrevs av Conrad Ritsema 1889. Zonopterus consanguineus ingår i släktet Zonopterus och familjen långhorningar. Inga underarter finns listade i Catalogue of Life.